# Арсеније Вујић
Арсеније Вујић (Печвар, друга половина XVIII века — средина XIX века) био је српски сликар.

## Дело
Арсеније Вујић се први пут јавља 1808. као пренумерант на српске књиге. Већ следеће године склапа уговор за сликање и позлаћивање певница, столова и Богородичиног трона у српској цркви у Борјаду, у чему му помаже ученик Лазар Милић. Његово најраније познато дело је Богородичин престо из Борјада (1810). Зна се и да је 1823. сликао Богородичин престо у селу Липови у Барањи, а његов последњи познати и датовани рад је икона која се налази у Народном музеју у Београду, са представом Крунисања Богородице (1842). На основу ових икона које се са сигурношћу приписују Вујићу, могу му се приписати и иконе из српске цркве у Мохачу, за коју је 1821. осликао и крст у порти. По свему судећи, он је радио и серију празничних икона за цркве у Липови и Титошу, од којих је сачувано само неколико. Уз Богородичин престо у Липови насликао је и икону Исуса Христа на архијерејском престолу. Тада је вероватно пресликао и серију мањих руских икона из XVIII в. У српској цркви у Медини налазе се два литијска барјака која се такође могу њему приписати. Радио је по предлошцима, а сликарску вештину вероватно је учио од Јакова Недића.